# Между (фильм, 2011)
«Между» (англ. Twixt) — кинофильм режиссёра и сценариста Фрэнсиса Форд Копполы, в главных ролях снялись Вэл Килмер, Брюс Дерн и Эль Фэннинг. Премьера ленты состоялась 4 сентября 2011 года.
В фильме присутствуют отсылки к творчеству Эдгара Аллана По и множество цитат из его произведений. Так, городская колокольня с семью циферблатами была взята из рассказа «Чёрт на колокольне», а к замуровыванию в стене прибегали герои рассказов «Чёрный кот» и «Бочонок амонтильядо». Кроме того, в фильме говорится о том, что По посещал город в 1843 году и «собирается написать о местной колокольне» рассказ, однако «Чёрт на колокольне» уже был написан в 1837 году и в 1843 уже не мог являться актуальной сатирой.

## Сюжет
Переживающий творческий кризис писатель Холл Балтимор, специализирующийся на остросюжетных романах о ведьмах, приезжает в небольшой городок Суон-Вэлли. Местный шериф Бобби Лагранж обращает его внимание на загадочное убийство юной девушки, произошедшее недавно в городе, и предлагает написать на основе этого случая совместное произведение. Ночью во сне к Балтимору является призрак и рассказывает о массовом убийстве детей, произошедшем в этих местах много лет назад. Под впечатлением этого сна писатель решает начать собственное расследование событий, происходящих в городке…

## В ролях
- Вэл Килмер — писатель Холл Балтимор
- Брюс Дерн — шериф Бобби Лагранж
- Эль Фэннинг — "Ви" Вирджиния
- Бен Чаплин — Эдгар Аллан По
- Джоан Уолли — Дениз Балтимор
- Дэвид Пеймер — Сэм Малкин
- Энтони Фуско — пастор Аллан Флойд
- Олден Эйренрайк — Фламинго
- Дон Новелло — Мелвин
- Райан Симпкинс — Кэролайн
- Том Уэйтс — рассказчик
- Лукас Райс Джордан — Пи Джей